# Eduard Niemann
Eduard Friedrich Niemann (* 20. Februar 1804 in Neuenkirchen (Melle); † 12. August 1884 in Bad Wildungen) war ein deutscher lutherischer Theologe, Mitglied des Konsistoriums in Hannover und Generalsuperintendent der Generaldiözese Calenberg.

## Leben
Niemann wurde nach dem Studium der Theologie 1825 Pastor in seiner Heimatgemeinde Neuenkirchen bei Melle und 1828 zweiter Pastor an der Aegidienkirche in Hannover. Von 1832 bis 1841 war er zweiter Schlossprediger in Hannover. 1841 wurde er Konsistorialrat. Von 1854 bis 1884 war er zugleich Generalsuperintendent für das Fürstentum Calenberg. Von 1856 bis 1861 war er Vorsitzender der Kommission für einen neuen Katechismus der hannoverschen Landeskirche und war als solcher starken Anfeindungen ausgesetzt; zeitweise musste er vom Militär geschützt werden, und sein Haus wurde beschädigt (Hannoverscher Katechismusstreit).

## Werke (Auswahl)
- Grundriß der christlichen Lehre für Confirmanden und erwachsene Christen (1847)
- Denkschrift in Betreff der biblischen Vorlesungen nebst Entwurf eines Lectionars zur Vorlage an die Hannoversche Landes-Synode (Hannover 1869)
- Reden aus dem geistlichen Amte (Hannover 1875/76)
- Altes und Neues in Vorträgen und Abhandlungen (Hannover 1878)
- Das Recht der Individualität (Heidelberg 1881)
- Das Vaterunser in zehn Predigten (Leipzig, 2. Auflage, 1881)